# Determinantenbündel
Das Determinantenbündel ist im mathematischen Teilgebiet der Differentialgeometrie eine Konstruktion, welche sämtlichen Vektorbündeln über parakompakten Räumen ein Linienbündel zuordnet. Dabei stammt die Benennung von der Verwendung der Determinante auf den klassifizierenden Räumen. Determinantenbündel treten etwa natürlich bei vierdimensionalen Spinc-Strukturen auf und sind daher von zentraler Bedeutung für die Seiberg-Witten-Theorie.

## Definition
Sei {\displaystyle X} ein parakompakter Raum, dann gibt es eine Bijektion {\displaystyle [X,\operatorname {BO} (n)]\xrightarrow {\cong } \operatorname {Vect} _{\mathbb {R} }^{n}(X),[f]\mapsto f^{*}\gamma _{\mathbb {R} }^{n}} mit dem reellen universellen Vektorbündel {\displaystyle \gamma _{\mathbb {R} }^{n}}. Die reelle Determinante {\displaystyle \det \colon \operatorname {O} (n)\rightarrow \operatorname {O} (1)} ist ein Gruppenhomomorphismus und induziert daher eine stetige Abbildung {\displaystyle {\mathcal {B}}\det \colon \operatorname {BO} (n)\rightarrow \operatorname {BO} (1)\cong \mathbb {R} P^{\infty }} auf dem klassifizierenden Raum von O(n). Nun gibt es durch Nachkomposition eine Abbildung:
{\displaystyle \det \colon \operatorname {Vect} _{\mathbb {R} }^{n}(X)\cong [X,\operatorname {BO} (n)]\xrightarrow {{\mathcal {B}}\det _{*}} [X,\operatorname {BO} (1)]\cong \operatorname {Vect} _{\mathbb {R} }^{1}(X).}
Sei {\displaystyle X} ein parakompakter Raum, dann gibt es eine Bijektion {\displaystyle [X,\operatorname {BU} (n)]\xrightarrow {\cong } \operatorname {Vect} _{\mathbb {C} }^{n}(X),[f]\mapsto f^{*}\gamma _{\mathbb {C} }^{n}} mit dem komplexen universellen Vektorbündel {\displaystyle \gamma _{\mathbb {C} }^{n}}. Die komplexe Determinante {\displaystyle \det \colon \operatorname {U} (n)\rightarrow \operatorname {U} (1)} ist ein Gruppenhomomorphismus und induziert daher eine stetige Abbildung {\displaystyle {\mathcal {B}}\det \colon \operatorname {BU} (n)\rightarrow \operatorname {BU} (1)\cong \mathbb {C} P^{\infty }} auf dem klassifizierenden Raum von U(n). Nun gibt es durch Nachkomposition eine Abbildung:
{\displaystyle \det \colon \operatorname {Vect} _{\mathbb {C} }^{n}(X)\cong [X,\operatorname {BU} (n)]\xrightarrow {{\mathcal {B}}\det _{*}} [X,\operatorname {BU} (1)]\cong \operatorname {Vect} _{\mathbb {C} }^{1}(X).}
Alternativ kann das Determinantenbündel auch als die letzte nichttriviale äußere Potenz definiert werden. Ist {\displaystyle E\twoheadrightarrow X} ein Vektorbündel, dann ist:
{\displaystyle \det(E):=\Lambda ^{\operatorname {rk} (E)}(E).}

## Eigenschaften
- Das reelle Determinantenbündel erhält die erste Stiefel-Whitney-Klasse, welches auf reellen Linienbündeln über topologischen Räumen mit dem Homotopietyp eines Zellkomplexes ein Gruppenisomorphismus ist.[3] Da die erste Stiefel-Whitney-Klasse in diesem Fall genau dann verschwindet, wenn ein reelles Linienbündel orientierbar ist,[4] sind beide Bedingungen dann äquivalent zu einem trivialen Determinantenbündel.[5]
- Das komplexe Determinantenbündel erhält die erste Chern-Klasse, welches auf komplexen Linienbündeln über topologischen Räumen mit dem Homotopietyp eines Zellkomplexes ein Gruppenisomorphismus ist.[3]
- Das zurückgezogene Vektorbündel vertauscht mit dem Determinantenbündel. Für eine stetige Abbildung {\displaystyle f\colon X\rightarrow Y} zwischen parakompakten Räumen {\displaystyle X} und {\displaystyle Y} sowie ein Vektorbündel {\displaystyle E\twoheadrightarrow Y} gilt:
{\displaystyle \det(f^{*}E)\cong f^{*}\det(E).}

Beweis: Sei {\displaystyle E\twoheadrightarrow Y} ein reelles Vektorbündel und {\displaystyle g\colon Y\rightarrow \operatorname {BO} (n)} dessen klassifizierende Abbildung mit {\displaystyle E\cong g^{*}\gamma _{\mathbb {R} }^{n}}, dann ist:
{\displaystyle \det(f^{*}E)\cong \det(f^{*}g^{*}\gamma _{\mathbb {R} }^{n})\cong \det((g\circ f)^{*}\gamma _{\mathbb {R} }^{n})\cong ({\mathcal {B}}\det \circ g\circ f)^{*}\gamma _{\mathbb {R} }^{1}\cong f^{*}({\mathcal {B}}\det \circ g)^{*}\gamma _{\mathbb {R} }^{1}\cong f^{*}\det(g^{*}\gamma _{\mathbb {R} }^{n})\cong f^{*}\det(E).}
Völlig analog ist der Beweis für komplexe Vektorbündel.
- Für Vektorbündel {\displaystyle E,F\twoheadrightarrow X} (mit dem gleichen Körper als Faser) gilt:
{\displaystyle \det(E\otimes F)\cong \det(E)^{\operatorname {rk} (F)}\otimes \det(F)^{\operatorname {rk} (E)}.}